# Punta di Valle
La Punta di Valle (3.210 m s.l.m. - Wollbachspitze in tedesco) è una montagna delle Alpi della Zillertal nei Tauri occidentali. Si trova lungo la linea di frontiera tra l'Italia (Trentino-Alto Adige) e l'Austria (Tirolo).
Dal suo versante italiano nasce il Rio di Valle (Wollbach) che, dopo un percorso di pochi chilometri, giunge a Cadipietra (Steinhaus) dove confluisce nell'Aurino.
La prima salita avvenne nel 1878 da parte di Rudolf Seyerlen e Stephan Kirchler, anche se la montagna sembra essere stata raggiunta già nel 1852 in occasione dei rilievi geodetici austriaci.

## Toponimo
Il nome tradizionale della montagna deriva dal Wollbach, un affluente dell'Aurino, attestato già nel 1315-1325 come Walpach (letteralmente "rio del bosco"). Il nome italiano, creato da Ettore Tolomei, è un adattamento derivato dall'errata conversione di "Woll-" in "valle".